# Apache Attic
Apache Attic, или The Apache Attic, — проект Apache Software Foundation (ASF), который является репозиторием (хранилищем) неактивных проектов фонда ASF. Apache Attic был создан в ноябре 2008 года по решению совета директоров ASF от 19 ноября 2008 (первоначально под названием «Apache Attic Project») и, после установки инфраструктуры репозитория и правил его работы, начиная с 2009 года, в него переводились все закрытые, заброшенные, и малоактивные проекты ASF.

## История
19 ноября 2008 состоялась телефонная конференция совета директоров ASF, на которой было принято решение учредить Комитет по управлению проектом (англ. Project Management Committee, PMC), «задачей которого является надзор за проектами, за которыми иначе бы никто не следил». Новый проект получил название «Apache Attic Project», и в его первоначальный состав вошло 20 участников ASF, включая Генри Янделла, который был назначен на пост вице-президента проекта.
13 января 2009 начал работу сайт attic.apache.org, анонс нового проекта был разослан всем существующим PMC.
В марте 2009 стало известно, что HiveMind будет первым проектом ASF, который переведут в Attic. В следующем месяце это было анонсировано, и новость сразу же попала в масс-медиа. Вместо уходящего в историю HiveMind пользователям было рекомендовано использовать Tapestry IOC. Тогда же стало известно, что Shale будет вторым проектом, перешедшим в Attic. В течение апреля-мая были проведены все надлежащие процедуры и процесс перевода HiveMind закончен де-факто. При этом были выработаны все шаги процесса перевода проектов в Attic, процедура была задокументирована и все последующие проекты, начиная с Shale, переводили уже по ней.
В 2010 г. Генри Янделл передал пост вице-президента проекта участнику Гиануго Рабеллино.

## Цели и принципы организации
Основной целью проекта является установление контроля над проектами, которые утеряли контроль над собой из-за отсутствия активных участников, а также ограничение доступа к ресурсам таких проектов.
Сайт Attic указывает, что он направлен на то, чтобы:
1. Не иметь каких-либо последствий для пользователей проектов
2. Обеспечить ограниченный доступ к исходным кодам проектов
3. Обеспечить надзор за списками активных пользователей, в которых нет Комитета по управлению проектом (Project Management Committee, PMC)

и не предназначен для того чтобы:
1. Переорганизовывать сообщество
2. Делать исправления дефектов
3. Выпускать релизы

Основные кандидаты на попадание в Attic — это проекты, PMC которых не способны собрать 3 голоса для выпуска релиза, которые не имеют активных разработчиков, или которые не могут исполнять свои обязанности по отчётности совету директоров.
Доступ к ресурсам проекта, перешедшего в Attic, определяется словами Генри Янделла:

Пользовательский список рассылки остаётся открытым, в то время как остальные ресурсы проекта продолжают оставаться доступными только в режиме чтения — сайт, вики, SVN, файлы для загрузки и система отслеживания дефектов, не меняя своего URL.
Оригинальный текст (англ.)The user mailing list remains open, while the rest of the project's
resources will continue to be available in a read-only state -
website, wikis, svn, downloads and bug tracker with no change in url.
— Генри Янделл, Список рассылки Attic General List
Как правило, в Attic попадают проекты, остановившиеся в развитии, брошенные, дошедшие до своего так называемого «жизненного конца» (англ. end of life). Но тем не менее, проекты находящиеся в Attic, не лишаются шанса на оживление. Допускается несколько способов выхода проекта из Attic:
1. создание отдельной ветви проекта
2. новый старт проекта в Apache Incubator
3. воссоздание Комитета по управлению проектом (PMC)

## Проекты в Attic
Дата поступления — дата начала процесса передачи проекта в Attic.
| Проект                       | Дата поступления | Сайт | Проекты-преемники или альтернатива                                                             | Комментарий |
| ---------------------------- | ---------------- | ---- | ---------------------------------------------------------------------------------------------- | --- |
| HiveMind                     | 2009/апрель      |      | Tapestry                                                                                       | Проект представлял собой микроядро сервисов и конфигураций. Функциональность библиотеки также называют Inversion of Control (IoC) Container (контейнер инверсии управления) или Lightweight Container (легковесный контейнер). О поступлении в Attic анонсировано 22 апреля 2009                                                                                                |
| Shale                        | 2009/май         |      | MyFaces, JBoss Seam                                                                            | Фреймворк веб-приложений, базирующийся на JavaServer Faces. О переводе в Attic анонсировано 11 июня 2009 |
| AxKit                        | 2009/август      |      |                                                                                                | XML-фреймворк для Apache. Обеспечивал конвертацию из формата XML в другие форматы (HTML, WAP, TXT и т.д.) «на лету». О переводе в Attic анонсировано 31 августа 2009 |
| Xang                         | 2009/октябрь     |      |                                                                                                | Основанный на XML веб-фреймворк. |
| Beehive                      | 2010/январь      |      | частично альтернативой являются: Struts 2 и Spring, Spring Beans, Axis2                        | Служит для построения простой объектной модели на J2EE и Struts. За счёт использования аннотаций JSR-175, Beehive уменьшает объём кода J2EE. О переводе в Attic анонсировано 10 февраля 2010 |
| Jakarta Taglibs              | 2010/апрель      |      | Tomcat Taglibs (частично)                                                                      | Крупная коллекция библиотек тегов JSP. С пришествием JSTL, большинство этих библиотек было стандартизировано и нужда в них отпала. Поддержка многих из них была прекращена ещё в 2008-2009 гг. |
| Jakarta Slide                | 2010/апрель      |      | Apache Jackrabbit                                                                              | Репозиторий данных, который может служить базисом для построения системы управления содержимым (CMS). Проект был закрыт ещё в ноябре 2007 |
| iBATIS                       | 2010/июнь        |      | MyBatis (www.mybatis.org)                                                                      | Фреймворк для связывания данных, который упрощает работу с реляционными базами данных в объектно-ориентированных приложениях. |
| Quetzalcoatl                 | 2010/июнь        |      |                                                                                                | Проект служил для поддержки библиотеки Mod_Python (www.modpython.org) |
| Crimson                      | 2010/август      |      | Xerces                                                                                         | Парсер XML на Java, поддерживающий XML 1.0 через различные API. Разговоры о переводе Crimson в Attic велись ещё с 2009 |
| Jakarta ORO                  | 2010/сентябрь    |      |                                                                                                | Классы для обработки текста. Основные функции: обработка регулярных выражений совместимых с Perl5, регулярных выражений наподобие AWK, glob-выражений, а также операции замены, разбиения, фильтрации файловых путей и т.д. |
| Jakarta ECS                  | 2010/сентябрь    |      |                                                                                                | Java API для генерирования элементов различных языков разметки (например HTML 4.0, XML). |
| Excalibur                    | 2010/ноябрь      |      | Альтернативы: Apache Felix, Apache Aries                                                       | Легковесный, встраиваемый контейнер инверсии управления (имеет собственное название Fortress). О переводе в Attic анонсировано 4 марта 2011 |
| Avalon                       | 2011/февраль     |      | Excalibur, Loom (loom.codehaus.org), DPLM Metro (www.dpml.net), Castle (www.castleproject.org) | Фреймворк для серверных Java-приложений. Avalon был родоначальником таких шаблонов проектирования как Инверсия управления (IoC) и Разделение ответственности (SoC). Проект был закрыт ещё в 2004 (распался на ряд новых проектов), но в Attic был добавлен лишь в 2011 году. |
| ObJectRelationalBridge (OJB) | 2011/апрель      |      | Альтернативы Apache: Apache Cayenne, Apache Empire-db, Apache OpenJPA, Apache Torque           | Инструмент для связывания реляционных баз данных с Java-объектами. |
| Jakarta Regexp               | 2011/апрель      |      | Стандартная библиотека java.util.regexp                                                        | Библиотека для работы с регулярными выражениями |
| Jakarta Cactus               | 2011/август      |      |                                                                                                | Фреймворк для тестов. Являлся расширением над JUnit. |
| Xindice                      | 2011/август      |      |                                                                                                | База данных для хранения XML-данных. Xindice был создан в качестве преемника проекта dbXML Core, переданного в Apache в 2001. |
| Harmony                      | 2011/ноябрь      |      |                                                                                                | свободная реализация платформы Java, начиная с версии J2SE 5.0. |
| Jakarta Project              | 2011/декабрь     |      |                                                                                                | Проект Apache Software Foundation (ASF), который в 1999-2011 гг. являлся общим репозиторием небольших проектов (подпроектов) и рабочим пространством для их совместного развития. Перешёл в Attic, после того как в нём не осталось активных подпроектов (часть из них стали проектами, часть переведены в Attic, остальные стали неактивными, т.е. также кандидатами в Attic). |